# Emma Dante
Emma Dante (Palerm, 6 d'abril de 1967) és una actriu, directora d'escena, directora de cinema i dramaturga italiana.

## Biografia
Formada a l'Acadèmia Nacional d'Art Dramàtic Silvio D'Amico de Roma, va fundar la seva pròpia companyia, Sud Costa Occidentale, el 1999, amb la qual va endinsar-se en el teatre d'avantguarda i teatre social de denúncia amb els seus propis textos a escena.
Ha dirigit nombroses òperes, incloent-hi Feuersnot de Richard Strauss i Gisela! de Hans Werner Henze. Va escriure, dirigir i protagonitzar la pel·lícula de 2013 Via Castellana Bandiera, que va ser guardonada amb una Copa Volpi a la millor actriu en el Festival de Cinema de Venècia per l'actuació de Elena Cotta.

## Teatre
- mPalermu (2001)
- Carnezzeria (2002)
- Medea (2003)
- Vita mia (2004)
- La Scimia (2004)
- Mishelle di Sant'Oliva (2006)
- Cani di bancata (2006)
- Il Festino (2007)
- Eva e la bambola (2007)
- Le Pulle (2010)
- La Trilogia degli occhiali (Acquasanta, Ballarini, Il Castello della Zisa) (2011)
- Le sorelle Macaluso, Festival d'Avinyó (2014)
- Bestie di scena, Festival d'Avinyó (2017)Òperes dirigides

## Cinema
- Via Castellana Bandiera (2013)
- Le sorelle Macaluso (2020)
- Misericordia (2023)

## Òperes dirigides
- Carmen di Georges Bizet, Teatro alla Scala di Milano (2009)
- La muette de Portici di Daniel Auber, Teatre Nacional de l'Opéra-Comique (2012)
- Feuersnot di Richard Strauss, Teatro Massimo di Palermo (2014)
- Gisela! di Hans Werner Henze, Teatro Massimo di Palermo (2015)
- La Cenerentola di Gioachino Rossini, Teatro dell'Opera di Roma (2016)
- Macbeth di Giuseppe Verdi, Teatro Massimo di Palermo (2017)

- Carmen di Georges Bizet, Teatro alla Scala di Milano (2009)
- La muette de Portici di Daniel Auber, Teatre Nacional de l'Opéra-Comique (2012)
- Feuersnot di Richard Strauss, Teatro Massimo di Palermo (2014)
- Gisela! di Hans Werner Henze, Teatro Massimo di Palermo (2015)
- La Cenerentola di Gioachino Rossini, Teatro dell'Opera di Roma (2016)
- Macbeth di Giuseppe Verdi, Teatro Massimo di Palermo (2017)

- Carmen di Georges Bizet, Teatro alla Scala di Milano (2009)
- La muette de Portici di Daniel Auber, Teatre Nacional de l'Opéra-Comique (2012)
- Feuersnot di Richard Strauss, Teatro Massimo di Palermo (2014)
- Gisela! di Hans Werner Henze, Teatro Massimo di Palermo (2015)
- La Cenerentola di Gioachino Rossini, Teatro dell'Opera di Roma (2016)
- Macbeth di Giuseppe Verdi, Teatro Massimo di Palermo (2017)